# Equilibrio hidrostático
El equilibrio hidrostático se produce en un fluido en el que las fuerzas del gradiente vertical de presión y la gravedad están en equilibrio. En un fluido hidrostático no hay aceleración vertical neta. 
Matemáticamente, el equilibrio hidrostático se expresa comúnmente de la siguiente manera:
{\displaystyle {\frac {\partial P}{\partial z}}=-\rho g}
o bien
{\displaystyle dP=-\rho (P)\,g(z)\,dz}
donde {\displaystyle P} es la presión del fluido, {\displaystyle z} la coordenada vertical, {\displaystyle \rho } la densidad del fluido y {\displaystyle g} la aceleración de la gravedad.
El equilibrio hidrostático explica por qué la atmósfera terrestre no se colapsa sobre una fina capa en la superficie por efecto de la gravedad o cómo los neumáticos de un coche o bicicleta pueden soportar el peso del vehículo gracias a la presión del gas en el interior.
En el caso de una estrella, existe un equilibrio entre la fuerza de gravedad que actúa atrayendo el gas estelar hacia el centro y comprimiéndolo, y la variación radial de presión que actúa en sentido contrario intentando expandir el sistema. En condiciones normales la estrella está en equilibrio y adopta una forma esférica estable. En una estrella la presión tiene dos partes, una hidrostática y otra producida por la presión de radiación. La presión que sostiene a las estrellas es fruto de la liberación de energía en el centro de estas por medio de reacciones de fusión nuclear.